# Port lotniczy Patreksfjörður
Port lotniczy Patreksfjörður (isl. Patreksfjörðurflugvöllur, IATA: BLO, ICAO: BIBL) – islandzki port lotniczy w zlokalizowany w miejscowości Patreksfjörður.